# Lynn Okamoto
Lynn Okamoto (岡本倫?, Okamoto Rin; Tokyo, 6 gennaio 1970) è un fumettista giapponese.
È un ex dipendente della Bandai. Il suo lavoro più conosciuto è Elfen Lied di cui è stata anche prodotta una serie televisiva di 13 episodi e un OAV. Attualmente vive a Tokyo.
Gli è stato dedicato l'asteroide 49382 Lynnokamoto.

## Opere
- Elfen Lied (2002-2005)
- Tanpenshū Flip Flap (2008)
  - Elfen Lied (2000, storia breve)
  - Digitopolis
  - MOL
  - Memoria
  - Carriera
  - Registrar
  - Allumage
  - Lime Yellow
  - Flip Flap
- Nononono (2007-2010)[5][6]
- Brynhildr nell'oscurità (2012-2016)[7]
- Kimi wa midara na boku no joō, disegnato da Mengo Yokoyari (2012-2017)
- Parallel Paradise (2017-in corso)[8][9]